# Sérgio Sá
Sérgio Antônio Sá de Albuquerque (Fortaleza, 17 de janeiro de 1953 - Fortaleza, 3 de outubro de 2017), artisticamente conhecido por Sérgio Sá, foi um cantor, compositor, produtor musical, arranjador e músico brasileiro.

## Carreira
Independente de sua cegueira congênita, Sérgio Sá possuía um talento incomum para a música, tendo iniciado sua carreira em 1969, cantando baladas de rock. Em 1973, aos 20 anos e usando o nome artístico de Paul Bryan, lançou seu maior sucesso como intérprete: "Listen", que integrou a trilha sonora da novela O Bem-Amado. Mas foi como compositor que Sérgio tornaria-se conhecido no Brasil, sendo autor de mais de 350 músicas, gravadas por Fábio Júnior, Roberto Carlos, Tim Maia, Vanusa, Simone, Chitãozinho & Xororó, Fafá de Belém,  entre outros. No universo infantil, Sérgio Sá compôs músicas para os icônicos especiais da Rede Globo: Pirlimpimpim - com a música Narizinho interpretada por Bebel Gilberto (1982) e Pluct, Plact, Zuuum - com a música Gruta das Formigas, interpretada por ele mesmo, em 1983. Além disso, foi responsável pela abertura e trilha sonora da série Mundo da Lua, da TV Cultura. Sérgio também participou do Teatro Cego, ministrava palestras despertando a consciência sobre os sentidos favorecendo assim o tema da inclusão. Foi ainda autor de livros publicados: "Fábrica de Sons" (Globo Livros), "Feche os olhos para ver melhor", "Ecos do amanhã" e "Aos Olhos de um Cego" (Sá Editora).

## Morte
Faleceu em 3 de outubro de 2017, aos 64 anos, após sofrer um infarto, deixando três filhos.